# Ewmorfia Baurda
Ewmorfia (Morfo) Baurda (ur. 13 stycznia 1982) – cypryjska lekkoatletka specjalizująca się w biegach przez płotki.
W 2006 na igrzyskach Wspólnoty Narodów zajęła 7. miejsce w biegu na 100 m przez płotki. Piąta zawodniczka igrzysk śródziemnomorskich w 2009. Reprezentantka kraju w drużynowych mistrzostwach Europy
Rekordzistka kraju w biegu na 60 m przez płotki (8,19 s) oraz na 100 m przez płotki (13,25 s).

## Rekordy życiowe
| Konkurencja          | Rezultat | Data           | Miejsce |
| -------------------- | -------- | -------------- | ------- |
| Bieg na 60 m prz pł  | 8,19     | 11 lutego 2006 | Ateny   |
| Bieg na 100 m prz pł | 13,25    | 6 czerwca 2009 | Nikozja |